# Panamská vlajka

Panamská vlajka
Poměr stran: 2:3

Vlajka Panamy je tvořena čtvrceným listem, kde první pole je bílé s modrou pěticípou hvězdou, druhé je červené, třetí modré a čtvrté bílé s červenou pěticípou hvězdou. Vlajka je ovlivněna vlajkou USA, díky jejichž vlivu došlo k odtržení Panamy od Kolumbie. Poměr stran vlajky není zákonem stanoven, nejčastěji se užívá 2:3, ale běžně se užívá i 1:2.
Bílá barva představuje mír a svobodu, červená a modrá hlavní politické strany v zemi (liberální a konzervativní), hvězdy věrnost a sílu (podle jiného výkladu města Panamá a Colón, ležící při vjezdu a výjezdu z Panamského průplavu). Pravidelné rozdělení barev má naznačovat střídání politických stran při řízení státu. Další verze spojuje modrou barvu s vodami dvou oceánů, mezi kterými Panama leží. Červená barva je symbolem krve vlastenců, prolitá za svobodu.

Rozměry panamské vlajky
Vlajka panamského prezidenta Poměr stran: 2:3
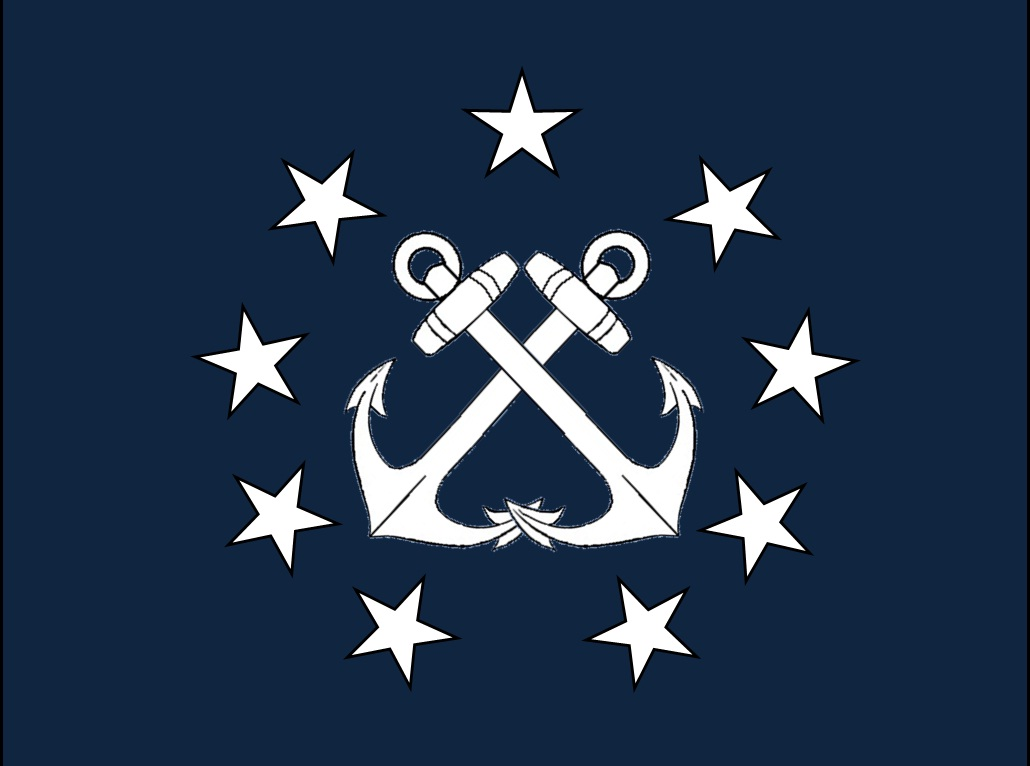
Panamská lodní vlajka (Naval Jack) Poměr stran: 3:4
Způsob skládání vlajky

## Historie
Prvním Evropanem, který objevil panamské pobřeží, byl roku 1501 španělský mořeplavec Rodrigo Galván de Bastidas. Roku 1508 se stalo území Panamy španělskou kolonií. V letech 1524–1565 byla součástí Generálního kapitanátu Guatemala, poté součástí  Místokrálovství Peru. V roce 1718 byla připojena k Místokrálovství Nová Granada. Prvními vlajkami vyvěšovanými na panamském území byly španělské vlajky.
28. listopadu 1821 vyhlásila Panama nezávislost. Vlajka nebyla zavedena, o několik dnů později byla jako Provincie Istmo  začleněna do konfederace Velká Kolumbie. V rámci federace byla užívána provinční vlajka, tvořena vlajkou Velké Kolumbie s místním znakem (není obrázek).
Po odtržení Venezuely a Ekvádoru v roce 1830 se zbylý státní útvar (Panama zůstala součástí) přejmenoval na Republiku Nová Granada a zároveň došlo ke změně vlajky. Na ní se změnily poměry šířek pruhů na 2:1:1. Zákonem z 8. května 1834 byla přijata nová vlajka: červeno-modro-žlutá trikolóra s vertikálními pruhy a novým státním znakem uprostřed modrého pruhu. Stejně jako v předchozím útvaru užívala Provincie Istmo svou provinční vlajku (není obrázek).
V roce 1842 Panama znovu vyhlásila nezávislost (trvala 13 měsíců) a v letech 1849–1855 ještě čtyřikrát. Neúspěšně. V roce 1856 vznikla z republiky nově Granadská konfederace sdružující 8 států (včetně Panamy). Konfederace užívala předchozí trikolóru ale bez státního znaku. Vlajka se znakem byla námořní válečnou vlajkou konfederace. Stejně jako v předchozích případech užíval stát Panama vlastní vlajku (a znovu není obrázek) vycházející z vlajky konfederace.
26. července 1861 vznikly Spojené státy Nové Granady (s Panamou jako součástí nového státu). Vlajkou se stala znovu červeno-modro-žlutá trikolóra s vertikálními pruhy a s devíti, do oblouku (nebo spíše do krokve) seřazenými bílými pěticípými hvězdami v modrém pruhu, které symbolizovaly nově zřízený distrikt hlavního města a osm členských států (není obrázek). I v této federaci užívala Panama vlastní vlajku (není obrázek).
Již 26. listopadu 1861 došlo k přejmenování země na Spojené státy kolumbijské. Státní vlajkou se stal list se žluto-modro-červenými horizontálními pruhy v poměru šířek 2:1:1. Stát Panama užíval i svou vlastní vlajku (není obrázek). 5. srpna 1886 se ze země stala unitární Kolumbijská republika a změnila se i vlajka Panamské provincie (není obrázek).

Španělská vlajka Panamy (1785–1821) Poměr stran: 2:3
Vlajka Velké Kolumbie v Panamě (1821–1830) Poměr stran: 2:3
Vlajka Nové Granady v Panamě (1830–1834) Poměr stran: 2:3
Vlajka Republiky Nová Granada v Panamě (1834–1856) Námořní válečná vlajka Granadské konfederace v Panamě (1856–1861) Poměr stran: 2:3
Vlajka Granadské konfederace v Panamě (1856–1861) Poměr stran: 2:3
Vlajka Spojených států kolumbijských v Panamě (1861–1903) Poměr stran: 2:3

Jeden z návrhů panamské vlajky pochází od francouzského inženýra a vojáka Philippe-Jean Bunau-Varilly, který vlajku představil v roce 1903. Design byl založeny na vlajce Spojených států: 13 pruhů, barvy změněny v souvislosti historické návaznosti na Španělsko, v kantonu dvě žlutá, propojená slunce symbolizující Jižní a Severní Ameriku a Panamskou šíji. Návrh byl panamskou revoluční radou odmítnut, z důvodu navržení cizincem.
První "nezávislou" panamskou vlajku tak navrhl 29. října 1903 první panamský prezident Manuel Amador Guerrero (2. listopadu vytvořila první exemplář jeho žena Maria Ossa de Amador). Poprvé byla tato vlajka užita 3. listopadu při vyhlášení nezávislosti Panamské republiky. List vlajky byl čtvrcen tak, že první pole bylo modré, čtvrté červené a druhé a třetí bílé s červenou (druhé pole) a modrou (třetí pole) pěticípou hvězdou.
Již 20. listopadu 1903 (jiný zdroj udává první vztyčení vlajky až na 20. prosinec) byla vlajka z neznámých důvodů upravena do dnešní podoby. Úprava spočívala v záměně čtvrcení podle horizontální osy. V této podobě byla vlajka vysvěcena a prvně vztyčena. Prozatímně schválena byla zákonem č. 64 ze dne 4. června 1904 ale trvale schválena až zákonem č. 4 v roce 1925. Jiný zdroj hovoří o přijetí vlajky 28. března 1941.
Vlajka se znakem (vlajka panamského prezidenta) byla znovu potvrzena zákonem č. 34 z roku 1949.

Návrh panamské vlajky (1903) Poměr stran: 2:3
Panamská vlajka (1903) Poměr stran: 2:3

## Vlajky Panamského průplavového pásma
Území Panamského průplavového pásma bylo od  18. listopadu 1903 na základě smlouvy Hay–Bunau-Varilla mezi nově vzniklou Panamskou republikou a Spojenými státy americkými do roku 1979 pod správou USA, poté až do 31. prosince 1999 pod společnou správou Panamy a USA. Od roku 1903 do roku 1962 se na tomto teritoriu užívala pouze vlajka USA (v různých historických variantách), poté se mohla vyvěšovat spolu s vlajkou USA i vlajka panamská. V roce 2000 přešel průplav i okolní půda pod suverenitu Panamy.
Existovala i vlajka guvernéra Panamského průplavového pásma (není obrázek).

Vlajka USA Panamského průplavového pásma (1903–1908) Poměr stran: 10:19
Vlajka USA Panamského průplavového pásma (1908–1912) Poměr stran: 10:19
Vlajka USA Panamského průplavového pásma (1912–1959) Poměr stran: 10:19
Vlajka USA Panamského průplavového pásma (1959–1960) Poměr stran: 10:19
Vlajka USA Panamského průplavového pásma (1960–1999) Poměr stran: 10:19

## Vlajky panamských provincií a rezervací

Provincie a indiánské rezervace

Panama je od prosince 2020 administrativně rozdělena na 10 provincií a 6 indiánských rezervací (comarcas indígenas).
Comarca Wargandí patří pod správu provincie Darién a comarca Madugandí pod provincii Panamá.
Provincie Panamá zřejmě nemá vlastní vlajku, nebo užívá vlajku hlavního města.

### Provincie

Bocas del Toro Poměr stran: 2:3
Coclé Poměr stran: 2:3
Colón Poměr stran: 2:3
Darién Poměr stran: 2:3
Herrera Poměr stran: 2:3
Chiriquí Poměr stran: 2:3
Los Santos Poměr stran: 2:3
Veraguas Poměr stran: 2:3
Západní Panamá Poměr stran: 2:3

### Indiánské rezervace

Emberá-Wounaan
Guna Yala Poměr stran: 2:3
Madugandí
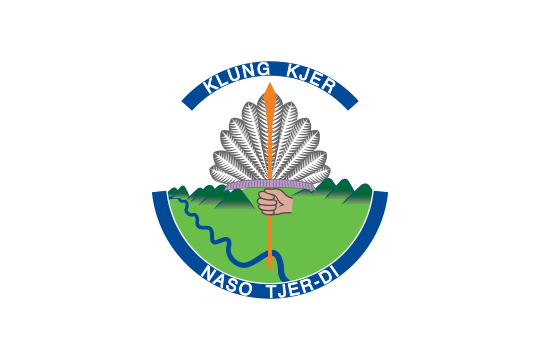
Naso Tjër Di Poměr stran: 2:3
Ngöbe-Buglé Poměr stran: 2:3
Wargandí